# Roman Kratochvíl
Roman Kratochvíl (Bratislava, 24 giugno 1974) è un ex calciatore slovacco, di ruolo difensore.

## Carriera

### Nazionale
Debutta il 3 marzo 1999 contro la Bulgaria (2-0).

## Palmarès

### Club

#### Competizioni nazionali
- Campionato slovacco: 2

Inter Bratislava: 1999-2000, 2000-2001
- Coppa di Slovacchia: 2

Inter Bratislava: 1999-2000, 2000-2001